# Bibbie di Beecher
Bibbie di Beecher era il soprannome dato ai fucili a retrocarica Sharps forniti agli immigrati antischiavisti in Kansas.

## Storia
Il nome Bibbie di Beecher con riferimento alle carabine e ai fucili Sharps fu ispirato dall'attività abolizionista nell'ambito della New England Emigrant Aid Society del pastore presbiteriano Henry Ward Beecher. A proposito di un suo intervento durante un incontro pubblico in chiesa, un articolo del New York Tribune dell'8 febbraio 1856 scriveva:
Le armi acquistate da associazioni antischiaviste furono, almeno in una occasione, spedite in casse di legno classificate come "Libri", malgrado non esista evidenza accertata di armi da fuoco inviate in custodie con etichetta recante la scritta "Bibbie". La New England Emigrant Aid Society camuffò partite di armi dirette in Kansas sotto la marca "Attrezzi" e forse anche in casse contrassegnate come "Macchinari" e "Bauli di immigranti tedeschi". Lo stesso Beecher contribuì a finanziare l'acquisto delle carabine Sharps e, a seguito dell'intercettazione del carico da parte degli schiavisti, si dice abbia distribuito bibbie e carabine indirizzate ad abolizionisti diretti in Kansas.
Le armi erano destinate ai conflitti combattuti per la schiavitù nel territorio, che raggiunsero l'apice quando il Kansas divenne uno Stato federato. Come sancito dal Kansas-Nebraska Act, la questione della schiavitù nel nuovo stato doveva essere regolata dalla sovranità popolare. Sarebbero stati i colonizzatori locali a decidere se il Kansas sarebbe diventato uno stato libero o schiavista. Questo ingenerò un'ondata di violenze tra abolizionisti e antiabolizionisti per tutto il Kansas. La famiglia Beecher spiccava tra le più importanti abolizioniste della regione; la sorella di Henry Ward, Harriet Beecher Stowe, aveva pubblicato nel 1852 il classico antischiavista La capanna dello zio Tom.